# Trest smrti ve Vatikánu
Trest smrti ve Vatikánu byl legální mezi lety 1929 a 1969. Tento trest zde mohl být udělen pouze za pokus o atentát na papeže, ale k jeho udělení nikdy nedošlo. Během existence Papežského státu byly popravy vykonávány mimo Vatikán.

## Historie

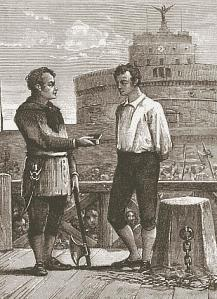
Giovanni Battista Bugatti, popravčí Papežského státu z let 1796 až 1865, vykonal během svého působení 516 poprav. Zde je zobrazen jak nabízí šňupací tabák odsouzenci před Andělským hradem.

Trest smrti podporovali již první katoličtí teologové, i když i mezi nimi byli tací, jako například svatý Ambrož, kteří vyzývali příslušníky kléru, aby neudíleli ani neprováděli trest smrti. Naopak svatý Augustin na tyto námitky vycházející z prvního přikázání nezabiješ ze spisu O Boží obci odpověděl, že zmocněnec světské autority není ničím jiným než mečem ruky Boží, a tak není v žádném případě v rozporu s prvním přikázáním, aby představitel státní moci odsuzoval zločince k trestu smrti. I Tomáš Akvinský a Jan Duns Scotus tvrdili, že světská autorita k výkonu trestu smrti vychází z písma svatého.
Papež Inocenc III. požadoval, aby Peter Valdes a valdenští uznali, že světská moc může bez smrtelného hříchu soudit zločince za předpokladu, že bude trestat spravedlivě, nikoliv z nenávisti, s opatrností, nikoliv unáhleně. Od středověku do novověku byla inkvizice zmocněna Svatým stolcem předávat kacíře světské moci k exekucím a v Papežském státě se popravovalo za různé zločiny.
Římský katechismus kodifikoval učení, že Bůh svěřil světským autoritám moc nad životem a smrtí. V této tradici pokračovali i učitelé církve Robert Bellarmino, Alfons Maria z Liguori, stejně jako novověcí teologové jako Francisco de Vitoria, Thomas More a Francisco Suárez.

## Zavedení trestu smrti ve Vatikánu v roce 1929
Lateránská smlouva z roku 1929 převzatá ze soudobého italského právního řádu (týkajícího se pokusů o atentát na italského krále), stanovila trest smrti pro každého, kdo se pokusí o zavraždění papeže ve Vatikánu. Článek 8 Lateránské smlouvy stanoví:
Itálie považuje osobu nejvyššího pontifika za posvátnou a nedotknutelnou, a proto prohlašuje, že jakýkoli pokus proti Jeho osobě nebo jakékoli podněcování k takovému pokusu se trestá stejnými tresty jako všechny podobné pokusy a podněcování ke spáchání téhož proti osobě krále. Všechny provinění nebo veřejné urážky spáchané na italském území proti osobě nejvyššího pontifika, ať již prostřednictvím projevů, činů nebo písemností, budou potrestány stejným způsobem jako provinění a urážky proti osobě krále.
V době, kdy byl tento zákon v platnosti, nedošlo ve Vatikánu k žádnému pokusu o atentát na papeže. Když se turecký ultranacionalista Mehmet Ali Ağca pokusil v roce 1981 zavraždit papeže Jana Pavla II., nebyl tento zákon již v platnosti. Zároveň byl Mehmet Ali Ağca souzen spíše italským, než vatikánským soudem.

## Zrušení zákona
Papež Pavel VI. odstranil v roce 1969 zákon o trestu smrti ze „základního zákona“ Vatikánu a zároveň provedl i další úpravy tohoto základního zákona. Stalo se tak čtyři roky po Druhém vatikánském koncilu a změna byla oznámena v latinsky psaném věstníku Gazette v srpnu 1969. Tato změna vešla do povědomí široké veřejnosti až v lednu 1971 poté, co reportéři obvinili Pavla VI. z pokrytectví za jeho kritiku plánovaných poprav ve Španělsku a Sovětském svazu.